# Kojčice
Kojčice település Csehországban, a Pelhřimovi járásban. Kojčice Svépravice, Dehtáře és Pelhřimov településekkel határos. Lakosainak száma 344 fő (2024. január 1.).

## Népesség
A település lakosságának változását az alábbi diagram mutatja:
| Lakosok száma | 357  | 418  | 405  | 258  | 232  | 280  | 336  | 337  | 341  | 344  |
|               | 1869 | 1890 | 1921 | 1950 | 1980 | 2001 | 2017 | 2019 | 2022 | 2024 |